# Valve Anti-Cheat

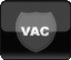
Logo del Valve Anti-Cheat

Valve Anti-Cheat (abbreviato in VAC) è un sistema per contrastare l'utilizzo di cheats, glitch o altro nei videogiochi. Tale sistema è stato sviluppato dalla Valve.

## Storia
È stato sviluppato per contrastare l'utilizzo di trucchi dei videogiochi online. Venne pubblicato per la prima volta con Counter-Strike 1.4 nel 2002. Durante una settimana del novembre del 2006, il sistema individuò oltre 10.000 tentativi di cheat. Per quanto riguarda il 2012, fonti non ufficiali hanno stimato che più di 1,5 milioni di account Steam sono stati bannati dal VAC. È stato successivamente integrato nella piattaforma Steam.
Ci sono 10 istanze di sistema note per aver causato diversi ban a causa di rilevazioni incorrette, le più famose nel luglio 2010,quando circa 12,000 proprietari di Call of Duty: Modern Warfare 2 furono bannati anche su Call of Duty: Black Ops 2.

## Giochi che supportano VAC
- 100% Orange Juice
- Ark: Survival Evolved
- Awesomenauts
- Armello
- Ballistic Overkill
- Battlefleet Gothic: Armada
- BrainBread 2
- Block N Load
- Call of Duty: Advanced Warfare
- Call of Duty: Black Ops
- Call of Duty: Black Ops 2
- Call of Duty: Black Ops 3
- Call of Duty: Ghosts
- Call of Duty: Infinite Warfare
- Call of Duty: Modern Warfare 2
- Call of Duty: Modern Warfare 3
- Call of Duty: World War II
- Chivalry: Medieval Warfare
- Clickr
- Counter-Strike
- Counter-Strike: Condition Zero
- Counter-Strike: Global Offensive
- Counter-Strike: Source
- Counter-Strike 2
- Critter Crunch
- Cry of Fear
- Dark Messiah of Might and Magic
- Day of Defeat
- Day of Defeat: Source
- DayZ
- Dead Island
- Dead Island Riptide
- Deathmatch Classic
- Depth
- Dino D-Day
- Dirt 4
- Dirt Rally
- Dirt Rally 2.0
- Dota 2
- Dungeon Defenders
- Dying Light
- Evolve
- Garry's Mod
- Gas Guzzlers Extreme
- Gotham City Impostors
- Grey Goo
- GRID 2
- GRID Autosport
- Half-Life
- Half-Life 2: Deathmatch
- Half-Life Deathmatch: Source
- Half-Life: Opposing Force
- HELLDIVERS
- Heroes of The West
- HOARD
- Homefront
- IL-2 Sturmovik: Cliffs of Dover
- Insurgency
- Insurgency: Modern Infantry Combat
- Inversion
- Khan: Absolute Power
- Killing Floor
- Killing Floor 2
- Left 4 Dead
- Left 4 Dead 2
- Line of Sight
- Loadout
- Lost Planet: Extreme Condition
- Might & Magic: Clash of Heroes
- Miscreated
- Monday Night Combat
- Moonbase Alpha
- Natural Selection 2
- NEOTOKYO
- Nether
- No more Room in Hell
- Nosgoth
- Nuclear Dawn
- Orion: Prelude
- Out of Reach
- Pirates, Vikings and Knights II
- Primal Carnage
- R.U.S.E.
- Red Faction: Armageddon
- Red Orchestra: Ostfront 41-45
- Red Orchestra 2: Heroes of Stalingrad
- Resident Evil 6
- Resident Evil Revelations
- Revelations 2012
- Ricochet
- Roller Coaster Rampage
- Rust
- Shattered Horizon
- Serious Sam 3: BFE Gold Edition
- Sniper Elite: Nazi Zombie Army
- Sonic & All-Stars Racing Transformed
- Squad
- Sword Coast Legends
- Swords and Soldiers HD
- Synergy
- Team Fortress 2
- Team Fortress Classic
- The Ship
- The Showdown Effect
- Total War: Shogun 2
- Towers Wars
- Unturned
- War of the Roses
- Wargame: European Escalation[1]